# Campionat Individual de Raspall de 2007
El XXII Campionat Individual és l'edició del 2007 del Campionat Individual de raspall per a pilotaires professionals, organitzada per les empreses El Zurdo, Frediesport i la Federació de Pilota Valenciana.
Hi participaren 10 jugadors que es classificaven al llarg de 3 rondes eliminatòries per a arribar a una final a una partida. En les dues primeres fases, però, els dos millors derrotats podien entrar a la següent ronda en una partida de repesca.
Per tal d'esperonar la competitivitat dels raspallers i animar les apostes, les partides comencaven amb igualtat a 5, jugant-se fins a 25.
El premi fou de 1.500 € per al campió, i 500 € per al subcampió.

## Pilotaires
- Armando de Bicorp
- Coeter II de Simat de la Valldigna
- David del Genovés
- Juan del Genovés
- Juan Carlos de Bicorp
- Malonda IV d'Oliva
- Salva de Simat de la Valldigna
- Sariero
- Tur de Piles
- Waldo d'Oliva

## Resultats

### 1a fase
| Data     | Trinquet       | Roig       | Blau        | Resultat |
| -------- | -------------- | ---------- | ----------- | -------- |
| 27/11/07 | Oliva          | Armando    | David       | 25-05    |
| 29/11/07 | Bellreguard    | Tur        | Salva       | 05-25    |
| 02/12/07 | Gata de Gorgos | Sariero    | Coeter II   | 15-25    |
| 04/12/07 | Oliva          | Malonda IV | Juan Carlos | 25-10    |
| 06/12/07 | Bellreguard    | Juan       | Waldo       | malaltia |
| 06/12/07 | Bellreguard    | Tur        | Sariero     | 25-10    |